# Lutherse Kerk Klettwitz
De Protestantse Kerk in Klettwitz is een kerkgebouw in het dorp Klettwitz (gemeente Schipkau) in de streek Neder-Lausitz in de Duitse deelstaat Brandenburg.

## Geschiedenis
Al in het jaar dat het dorp als Cleticz in 1370 voor het eerst gedocumenteerd werd zou er een stenen kapel hebben gestaan. Hiervan resteert slechts de ingang van de kerk. Toen de reformatie zich in de streek aankondigde, werd in het jaar 1540 het Sorbische dorp Klettwitz een zelfstandige parochie. Uit deze periode dateert vermoedelijk het schip van de kerk.
De kerk werd in 1774 in de barokke stijl verbouwd. Uit deze periode stamt de toren zoals die er tegenwoordig uitziet. De winning van bruinkool bracht een grote toestroom van veel nieuwe werknemers uit andere landsdelen teweeg. Dit had tot gevolg dat de Sorbische taal het geleidelijk aan moest afleggen tegen de Duitse taal. Dominee Friedrich Traugott Schlomka preekte in 1870 voor het laatst in het Sorbisch. In 1880 was de taalsituatie in Kettnitz en alle andere dorpen binnen het kerspel al dermate veranderd, dat slechts oude mensen het Sorbisch nog machtig waren. De bevolkingsgroei in de tweede helft van de 19e eeuw had eveneens tot gevolg dat de kerk in 1905 moest worden vergroot. Naar de ontwerpen van de uit Berlijn architecten Wilhelm Blaue en Karl Weber werd de oostelijke gevel van de kerk afgebroken en werd een dwarsschip en altaarruimte toegevoegd. Om de benodigde ruimte voor de uitbouw te verkrijgen werd het kerkhof verplaatst naar een andere plek. De kerk kreeg tevens een nieuwe inrichting en beschildering.
In de Eerste Wereldoorlog moesten de bronzen klokken uit de toren worden afgegeven om te worden omgesmolten. In 1921 werden ze vervangen door drie nieuwe stalen klokken. Het kerkelijk leven ging met de opkomst van het nationaalsocialisme en vervolgens veertig jaar DDR een zware periode tegemoet. Boven dat alles besloot de overheid in 1984 om het dorp Klettwitz op te offeren voor de bruinkoolwinning. In een periode van 20 jaar zou het dorp geheel worden vernietigd. Het inwonertal van het dorp kelderde, winkels werden gesloten, gebouwen en infrastructuur raakten in verval. Dit alles had uiteraard ook grote invloed op zowel de kerk als het kerkelijk leven van Klettwitz.
Op 3 oktober 1990 luidden echter de klokken van de inmiddels zwaar vervallen kerk, waar 's zomers zwaluwen door de kapotte ramen vlogen om er te broeden en 's winters de sneeuw naar binnen joeg. De Duitse hereniging markeerde een keerpunt voor de oude dorpskerk. Al onmiddellijk begon men met het herstel. Tot 1996 werd er gewerkt aan de restauratie van het kerkgebouw dat geheel in de situatie van 1906 werd teruggebracht.
Naast de protestantse kerk bezit het dorp Klettwitz nog de rooms-katholieke Heilig-Hartkerk.

## Interieur
Het interieur is overal kleurrijk beschilderd. Opvallend is het ogenschijnlijke cassettenplafond van 1906. Aan de noordelijke muur hangt een levensgrote kruisbeeld, dat in 1905 in Berlijn werd vervaardigd.
- Het rijk bewerkte altaar dateert nog uit de katholieke tijd. Over de herkomst van het altaar is verder weinig bekend. Centraal staat een houten beeld van de Heilige Maagd met het Christuskind op de arm. Rechts van Maria staat Maria Magdalena, links van Maria staat de heilige Martinus. Voorts staan er in de zijvleugels van het altaar beelden van de heiligen Barbara, Margaretha, Catharina en Dorothea.
- In de gewelven boven het altaar zijn de symbolen van de vier Evangelisten aangebracht.
- Midden in de kerk bevindt zich een 17e eeuw doopvont. Boven het doopvont hangt een twaalfarmige kroonluchter uit 1906.
- Op de galerij bevindt zich een orgel van de orgelbouwer Sauer uit Schönbeck.

## Oorlogsmonument
Bij de kerk werd een monument voor de gevallenen van de Eerste Wereldoorlog opgericht. In 1945 werden de adelaar en de met loof omkranste helmen van het monument verwijderd en naast het monument begraven. Bij de restauratie werden de onderdelen herontdekt en weer op de juiste plaats aangebracht.